# Ungra
Ungra é uma comuna romena localizada no distrito de Brașov, na região histórica da Transilvânia. A comuna possui uma área de 67.38 km² e sua população era de 2144 habitantes segundo o censo de 2007.